# Sam Berns
Sampson Gordon „Sam“ Berns (* 23. Oktober 1996 in Providence, Rhode Island; † 10. Januar 2014 in Foxborough, Massachusetts) war ein US-amerikanischer Aktivist und Philosoph, der unter der Genmutations-Krankheit Progerie litt. Durch sein Wirken half er, ein Bewusstsein für diese Krankheit in der Bevölkerung zu schaffen. Er war das Thema der von HBO produzierten dokumentarischen Realityshow mit dem Namen Life According to Sam.

## Leben
Sam Berns war der Sohn von Scott Berns und Leslie Gordon, beides Kinderärzte. Im Alter von 22 Monaten wurde bei Sam Progerie diagnostiziert. Ungefähr ein Jahr darauf gründete seine Familie die Stiftung mit dem Namen Progeria Research Foundation. Die Stiftung dient zur Sensibilisierung der Bevölkerung für das Thema Progerie, zur Förderung der Forschung im Gebiet der Krankheit und möglicher Behandlungen und zur Unterstützung von Progerie-Kranken und deren Familien.

### Boston Bruins
Am 9. November 2013 hießen die Boston Bruins Berns willkommen, indem sie ihn feierlich den ersten Puck werfen ließen, um das Spiel zu starten. Berns und Zdeno Chára – zu diesem Zeitpunkt der Kapitän der Bruins – waren seit 2006 enge Freunde, als Berns Chára nach einem Bruins-Spiel treffen durfte.

### Vortrag bei TEDxMidAtlantic
In seinem Vortrag bei TEDxMidAtlantic erklärte er seine drei Thesen für ein glückliches Leben. Dieser Vortrag, knapp drei Monate vor seinem Tod, wurde gefilmt und auch auf Youtube veröffentlicht. Seine drei Thesen im Vortrag lauteten:
1. “Be OK with what you ultimately can’t do, because there is so much you CAN do.” – „Akzeptiere einfach, wenn du etwas wirklich nicht (tun) kannst, denn es gibt sehr viel, was du tun kannst.“
2. “Surround yourself with people you want to be around.” – „Umgib dich mit Leuten, mit denen du gern zusammen bist.“
3. “Keep moving forward.” – „Geh immer weiter. / Gib nicht auf.“

Am Ende des Videos fügte er zu diesen drei Thesen noch den Ratschlag hinzu, dass man, wenn es einem möglich ist, „keine Party verpassen sollte“ (im Original: “Never miss a party if you can help it.”).

### Tod

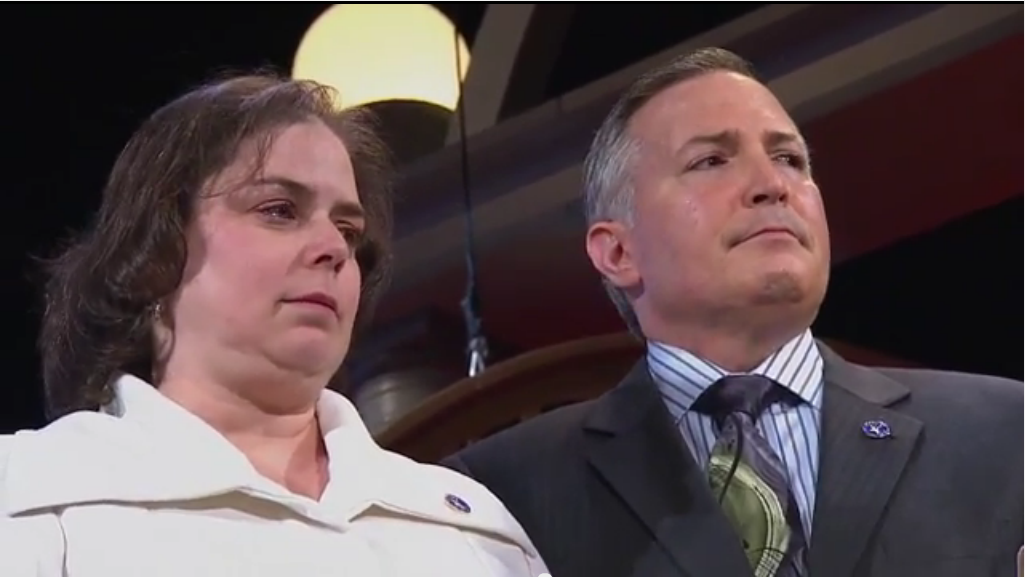
Foto der Eltern von Sam Berns bei der Peabody-Verleihung.

Sam Berns verstarb im Alter von 17 Jahren in Foxborough. Er übertraf damit die übliche Lebenserwartung von Progerie-Patienten um etwa vier Jahre. Sein Tod löste in seiner Heimat und vielen anderen Ländern Trauer aus.